# 袖ケ浦駅前
袖ケ浦駅前（そでがうらえきまえ）は、千葉県袖ケ浦市にある町丁。現行行政地名は袖ケ浦駅前一丁目から袖ケ浦駅前二丁目。郵便番号は299-0269。

## 概要
千葉県袖ケ浦市の北西部に位置する。袖ケ浦駅北口側にあり、近年の土地区画整理事業による地番変更によって成立した。

## 地理

### 隣接町丁字
- 北：奈良輪
- 東：奈良輪
- 南：奈良輪
- 西：坂戸市場

## 袖ケ浦駅海側特定土地区画整理事業

### 事業概要
袖ケ浦駅海側特定土地区画整理事業とは、袖ケ浦駅海側の健全で良好なまちづくり推進のため、2011年（平成23年）から実施されていた土地区画整理事業。
内容は以下の通りである。
| 施行     | 袖ケ浦市                  |
| 施行面積 | 48.9ha                    |
| 総事業費 | 7,796,000千円             |
| 減歩率   | 48.93%                    |
| 事業期間 | 2011年度 - 2019年度       |
| 換地処分 | 2019年（令和元年）7月12日 |
| 組合解散 | 2020年（令和2年）7月31日  |

## 歴史

### 沿革
- 2019年（令和元年）7月12日 - 換地処分に伴う地番変更実施によって成立[4]。

## 世帯数と人口
2022年（令和4年）4月1日現在の世帯数及び人口の詳細は以下の通りである。
| 町丁字           | 世帯数    | 人口総数 | 人口    | 人口   | 人口     | 人口     | 人口  | 人口  | 世帯人員 | 面積   |
| 町丁字           | 世帯数    | 人口総数 | 若年    | 若年   | 生産年齢 | 生産年齢 | 高齢  | 高齢  | 世帯人員 | 面積   |
| ---------------- | --------- | -------- | ------- | ------ | -------- | -------- | ----- | ----- | -------- | ------ |
| 袖ケ浦駅前一丁目 | 654世帯   | 1,538人  | 415人   | 26.98% | 1,031人  | 67.04%   | 92人  | 5.98% | 2.35人   | 48.9ha |
| 袖ケ浦駅前二丁目 | 739世帯   | 1,967人  | 625人   | 31.77% | 1,285人  | 65.33%   | 57人  | 2.90% | 2.66人   | 48.9ha |
| 合計             | 1,393世帯 | 3,505人  | 1,040人 | 29.67% | 2,316人  | 66.08%   | 150人 | 4.28% | 2.52人   | 48.9ha |

## 通学区域
市立小学校・市立中学校及び県立高等学校の通学区域は以下の通りである。
| 町丁字           | 範囲 | 小学校                 | 中学校               | 高等学校 |
| ---------------- | ---- | ---------------------- | -------------------- | -------- |
| 袖ケ浦駅前一丁目 | 全域 | 袖ケ浦市立奈良輪小学校 | 袖ケ浦市立昭和中学校 | 第9学区  |
| 袖ケ浦駅前二丁目 | 全域 | 袖ケ浦市立奈良輪小学校 | 袖ケ浦市立昭和中学校 | 第9学区  |

## 施設
- 袖ケ浦駅（字は奈良輪）
- ゆりまち袖ケ浦駅前モール

## 交通

### 鉄道
- JR内房線
  - 袖ケ浦駅

### バス
高速路線バス
小湊鐵道、日東交通、京浜急行バスによる高速路線バスが運転されている。
- 東京線（東京ガウライナー）[6] ：袖ケ浦駅北口 - バスターミナル東京八重洲
- 品川線[7]：長浦駅北口 - 袖ケ浦駅南口 - 品川駅

一般路線バス
- 小湊鐵道